# Grupo Nós

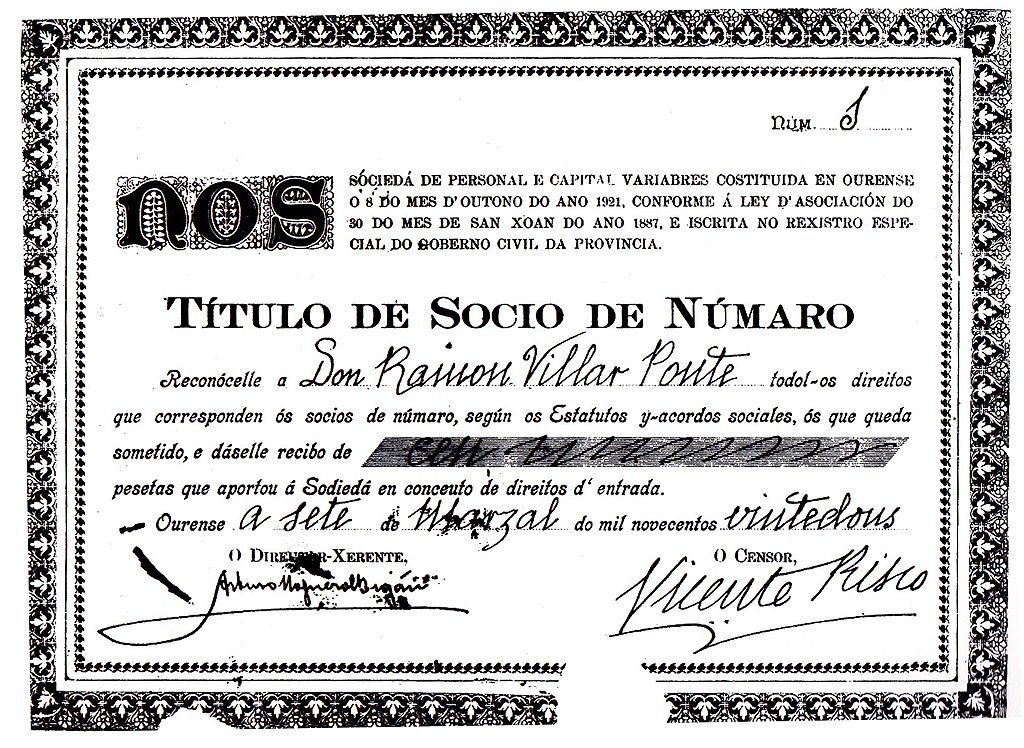
Título accionarial de Nós a nombre de Ramón Villar Ponte, firmado por Arturo Noguerol Buján y Vicente Risco.

Se conoce como Grupo Nós o también  como Xeración Nós a un  escritores y literatos gallegos, coetáneos de las Irmandades da Fala, que confirió a la cultura gallega una altura intelectual que no había tenido desde la Edad Media, cuando la reina Isabel la Católica inició una campaña de marginación a Galicia por haber apoyado a su sobrina en la guerra por la Corona de Castilla. El nombre de esta generación de escritores proviene del título de la revista que publicaron (Nós). Estaba compuesto, entre otros, por Vicente Risco, Ramón Otero Pedrayo, Antón Losada Diéguez y Florentino López Cuevillas. Castelao pertenecía a la generación Nós, y era el director artístico de la revista. Se trata de los representantes de una generación que descubrirían y se acercarían a Galicia después de un periplo por culturas extrañas. De rigurosa formación intelectual, estos hombres realizaron un valioso trabajo de estudio y fortalecimiento de la cultura y literatura gallega. Con ellos, la prosa gallega sobrepasa el costumbrismo y el ruralismo y se abre a horizontes nuevos, más universales y, al tiempo, más enraizados en la cultura gallega.
En 1920 salía en Orense el primer número de la Revista Nós con el subtítulo de 'BOLETÍN MENSUAL DA CULTURA GALEGA'. Intervienen en esta empresa cultural Vicente Risco, Otero Pedrayo, Florentino López Cuevillas, Ramón Cabanillas, Castelao... 
Los componentes del grupo Nós tuvieron una formación literaria basada en el simbolismo francés y en la corrientes de finales del XIX. Evolucionaron desde un esteticismo evasivo, neorromántico y cosmopolita (un tanto snob) hasta un galleguismo universal. Su toma de conciencia cuajará en la época de las Irmandades da Fala.
- Datos: Q943231